# 31876 Jenkens
31876 Jenkens è un asteroide della fascia principale. Scoperto nel 2000, presenta un'orbita caratterizzata da un semiasse maggiore pari a 2,5782447 UA e da un'eccentricità di 0,2595786, inclinata di 13,73643° rispetto all'eclittica.